# Anisosil·làbic
Anisosil·làbic és el nom que rep un vers quan en una mateixa estrofa els versos presenten diferent mètriques, nombre desigual o diversa estructuració sil·làbica. El significat de la paraula anisosil·làbic és "no (an) - igual (iso) - síl·laba (sil·labisme)".

## Restriccions i dificultats
En mètrica catalana l’anisosil·labisme o heterometrisme ha de complir certes restriccions per tal de mantenir la unitat mètrica del període rítmic:
- Combinar entre si versos de nombre parell de síl·labes (parasíl·labs), o bé imparells entre si (imparisíl·labs)
- En el supòsit de combinar entre si els dos tipus anteriors cal que la mateixa estructura es mantingui en diverses estrofes per tal de ser retinguda pel lector o oient.
- En cas de la combinació de versos cesurats i de més curts cal que els curts tinguin la mateixa mesura que un dels hemistiquis:

“Morirem aviat, lluny de la planta”
-elles deuen pensar-
(J. Maragall)
Hi ha composicions que ja duen explícitament en la seva forma l’ús del vers anisosil·làbic. Com ara la codolada (llargs: octosíl·labs o heptasíl·labs amb curts: tetrasíl·labs o trisíl·labs), la lai (octosíl·labs amb tetrasíl·labs), la lira (hexasíl·labs i decasíl·labs), l'estança (hexasíl·labs o octosíl·labs amb decasíl·labs i alexandrins Alexandrí) i d'altres com: la glossa, el madrigal, la silva, la viadera o el virolai.
Alguns estudiosos han posat en evidència les dificultats de combinar versos d’idèntica mesura però cesurats i no cesurats i proposen:
- Combinar octosíl·labs quan el cesurat tingui el primer hemistiqui masculí
- El decasíl·lab amb cesura a la quarta permet, quan el primer hemistiqui és masculí, combinar-lo amb no cesurats.
- El decasíl·lab a la cinquena no combina amb cap decasíl·lab.
- L'alexandrí (que ja és cesurat) amb dodecasíl·labs, igualment que els anteriors casos amb l’hemistiqui primer masculí.
- L’alexandrí bimembre només quan té síl·labes àtones davant de cada cesura, és a dir rere el darrer accent de l’hemistiqui, combina amb els trimembres.

Les combinacions però són fruit de la llibertat del poeta que ell elabora tot i resultar després estrofes fixes com l'apariat, tercet… És molt important la regularitat total de cada estrofa seguint un patró (seran anisosil·làbics recurrents) o no (seran anisosil·làbics no recurrents). Al capdavall si un poema presenta versos amb distints repartiments accentuals, no és que aquests versos no estableixin una mètrica, sinó que presenten distintes relacions entre el model de vers i els exemples de vers. Tal com apunten els estudiosos es crea una tensió addicional pel context i l’acció recíproca entre si.
Quan els versos d’una composició no alternen diferents metres i se centren en un de sol, aleshores els versos són isosil·làbics.
L'anisosil·labisme és característic de les cançons de gesta espanyoles, com, per exemple, el Cantar de Mio Cid, en les quals la difusió és oral en origen i els versos tenen nombres de síl·labes diferents entre si.